# Cany-Barville
Cany-Barville ist eine französische Gemeinde mit 2898 Einwohnern (Stand 1. Januar 2022) im Département Seine-Maritime in der Region Normandie. Sie gehört zum Arrondissement Dieppe und zum Kanton Saint-Valery-en-Caux.
Die Gemeinde entstand 1827 durch Zusammenlegung der Gemeinden Cany und Barville.

## Geographie
Die Gemeinde liegt rund 50 Kilometer nordwestlich von Rouen in der Naturlandschaft Pays de Caux und wird vom Fluss Durdent durchquert.

## Geschichte
Das mittelalterliche Lehen Cany-Caniel war ab der Eroberung der Normandie durch König Philipp II. Teil des königlichen Besitzes. Ab 1370 gehörte es dem Haus Valois-Alençon und damit den Herzögen von Alençon, später den Condé und schließlich der Familie Becdelièvre.

### Bevölkerungsentwicklung
| Jahr                       | 1962 | 1968 | 1975 | 1982 | 1990 | 1999 | 2006 | 2017 |
| Einwohner                  | 1629 | 1704 | 2209 | 3202 | 3349 | 3364 | 3150 | 3052 |
| Quellen: Cassini und INSEE |      |      |      |      |      |      |      |      |

## Sehenswürdigkeiten
- Schloss Cany, zwischen 1640 und 1656 erbaut
- Kirche Saint-Martin

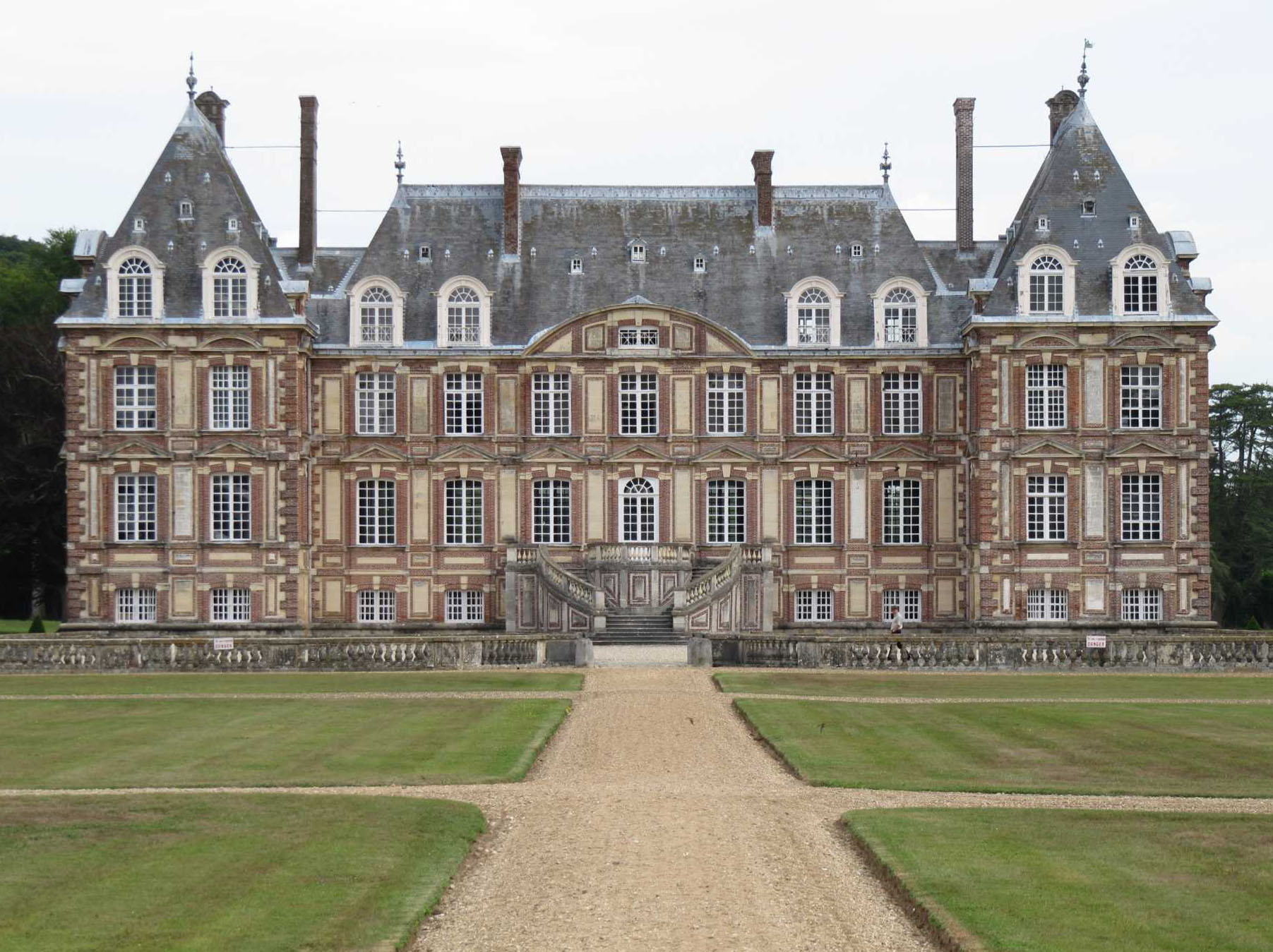
Schloss Cany
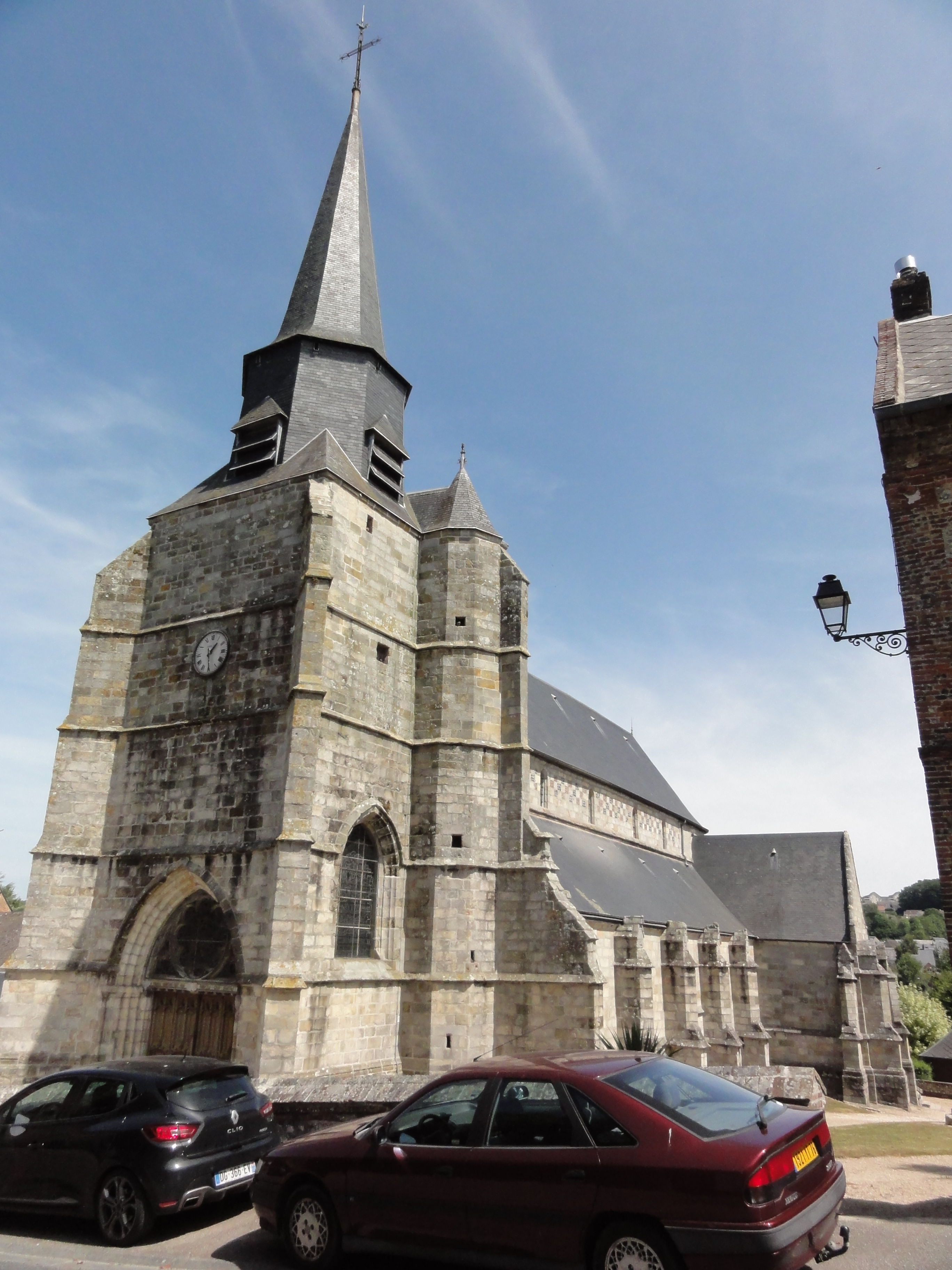
Kirche Saint-Martin

## Städtepartnerschaft
- Maximiliansau (Wörth am Rhein), Deutschland
- Moorslede, Belgien